# Żyła pośrodkowa łokcia

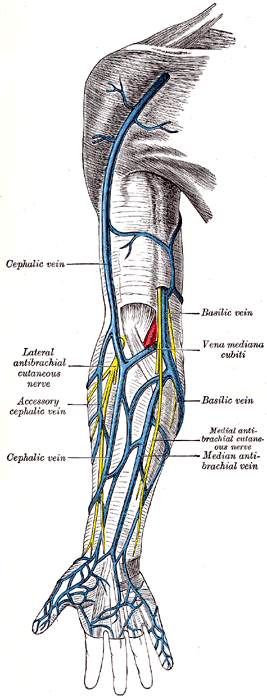
Żyły powierzchowne kończyny górnej. Żyła pośrodkowa łokcia podpisana Vena mediana cubiti.

Żyła pośrodkowa łokcia (łac. vena mediana cubiti) – w anatomii człowieka najobszerniejsza żyła powierzchowna okolicy łokciowej, zazwyczaj również najwyraźniej zarysowana żyła w całym ciele ludzkim. Można ją dość łatwo odnaleźć nawet u pacjentów otyłych, opuchniętych lub będących w stanie ciężkiego wstrząsu.
Przebiega skośnie ku górze, odchodząc od żyły odpromieniowej i uchodząc przyśrodkowo do żyły odłokciowej. Posiada również połączenia z żyłami głębokimi, dzięki czemu szybko wypełnia się krwią, co ułatwia pobieranie nawet znacznych jej ilości w celach diagnostycznych. Leży od przodu od tętnicy ramiennej, oddzielona warstwą zgrubiałej powięzi z rozcięgnem mięśnia dwugłowego. Prostowanie stawu łokciowego napina rozcięgno, zwiększając jeszcze bezpieczeństwo naczynia. W czasach historycznych stanowiło to jedyną ochronę tętnicy przed nożem felczera, co dało powięzi przydomek grâce à Dieu ("Bogu za nią chwała"). Nawet teraz czyni to z żyły pośrodkowej łokcia najwygodniejsze miejsce dostępu do różnorodnych wkłuć, choć zabiegi o podwyższonym ryzyku zazwyczaj są przeprowadzane w innych okolicach, ze względu na ewentualność nietypowych odmian anatomicznych czy błąd operatora. 